# Non siamo soli
Non Siamo Soli (Angolul : We are not alone) egy 2007-es dal olaszul, Eros Ramazotti  és Ricky Martin előadásában. 
Ricky Martin is olaszul énekel benne, annak ellenére, hogy spanyol származású. A dal klipjét 2007 novemberében adták ki, és az Egyesült Államokban forgatták.